# The Invisible Woman (film 2013)
The Invisible Woman è un film del 2013 diretto da Ralph Fiennes.
La pellicola è l'adattamento cinematografico del romanzo The Invisible Woman: The Story of Nelly Ternan and Charles Dickens, scritto nel 1991 dalla giornalista e biografa inglese Claire Tomalin.

## Trama
La storia d'amore segreta tra lo scrittore Charles Dickens e la "donna invisibile" Ellen Ternan, nota anche come Nelly Ternan, che resterà il segreto più grande di Dickens per tredici anni, fino alla sua morte.

## Produzione
Le riprese del film sono iniziate nel mese di aprile 2012 e si sono svolte nel Regno Unito, in Inghilterra.

## Distribuzione
Il film è stato presentato in anteprima mondiale il 9 settembre 2013 al Toronto International Film Festival, e successivamente è stato proiettato al New York Film Festival.
La pellicola è stata distribuita nelle sale cinematografiche statunitensi in numero di copie limitate a partire dal 25 dicembre 2013 ed in quelle britanniche dal 7 febbraio 2014.

## Riconoscimenti
- 2014 – Premio Oscar
  - Nomination Miglior costumi a Michael O’Connor
- 2014 - Premio BAFTA
  - Nomination Miglior costumi a Michael O’Connor
- 2014 - Satellite Awards
  - Migliori costumi
  - Nomination Migliore scenografia
- 2014 - Saturn Award
  - Nomination Miglior film indipendente
- 2013 - British Independent Film Awards
  - Nomination Miglior attrice a Felicity Jones
  - Nomination Miglior attrice non protagonista a Kristin Scott Thomas